# Sainte-Pallaye
Sainte-Pallaye ist eine französische Gemeinde mit 98 Einwohnern (Stand: 1. Januar 2022) in der Region Bourgogne-Franche-Comté (vor 2016 Bourgogne) im Département Yonne. Sie ist dem Kanton Joux-la-Ville und dem Arrondissement Auxerre zugeteilt. 

## Geographie
Sainte-Pallaye liegt 24 Kilometer südsüdöstlich von Auxerre am Canal du Nivernais. Die Yonne begrenzt die Gemeinde im Westen. Umgeben wird Sainte-Pallaye von den Nachbargemeinden Bazarnes im Norden und Westen, Deux Rivières im Norden und Osten sowie Prégilbert im Süden.

## Bevölkerungsentwicklung
| Einwohner                  | 144 | 139 | 119 | 110 | 89 | 97 | 115 | 108 |
| Quellen: Cassini und INSEE |     |     |     |     |    |    |     |     |

## Sehenswürdigkeiten
- Kirche Sainte-Pallaye
- Schloss Sainte-Pallaye, seit 1991 Monument historique